# Chimpanzee
Chimpanzee é um documentário sobre a natureza que estreou em 2012, que fala sobre um jovem chimpanzé chamado Oscar que se vê sozinho nas florestas africanas até que ele é adotado por outro chimpanzé. O filme foi co-produzido por Disneynature e Jane Goodall Institute, dirigido por Alastair Fothergill e Mark Linfield e narrado por Tim Allen. É o quarto filme original da Disneynature, seguido de Earth, The Crimson Wing: Mystery of the Flamingos, Oceans, African Cats e Hidden Beauty: A Love Story That Feeds the Earth, e foi lançado nos cinemas no Dia da Terra, em 20 de abril de 2012. Similar a outros lançamentos da Disneynature, uma parte dos lucros do filme na semana de estreia será doado para o Instituto Jane Goodall para o programa "Veja Chimpanzé, Salve Chimpanzés" que ajuda a proteger os chimpanzés e seus habitats.

## Sinopse
| “ | Os co-diretores Alastair Fothergill e Mark Linfield observam o íntimo mundo dos chimpanzés, com Christophe Boeschm presidente da Fundação Chimpanzé Selvagem servindo como principal consultor e Tidmarsh Alix como produtor. Para ser filmado ao longo de três anos nas florestas tropicais da Costa do Marfim e Uganda, Chimpanzee vai nos ajudar a entender melhor esta espécie excepcionalmente inteligente. | ” |

## Promoção
Um teaser para o filme estreou no cinemas nas sala dos filmes Alvin and the Chipmunks: Chipwrecked e African Cats. O trailer oficial estreou no canal Walt Disney Studios Motion Pictures' do Youtube em 22 de abril de 2011. Uma canção chamada "Rise", cantada pelo grupo pop The McClain Sisters estreou em 24 de março de 2012 para a promoção do filme e para a campanha do Disney Channel Amigos Transformando o Mundo, com o videoclipe sendo disponibilizado um dia depois.